# Fred Griffen
Fred Griffen  (* um 1955) ist ein US-amerikanischer Jazzmusiker (Waldhorn).

## Leben und Wirken
Griffen spielte Mitte der 1970er Jahre in der David Matthews Big Band, mit der erste Aufnahmen entstanden (Live at the Five Spot). In den folgenden Jahren arbeitete er in den Bands von Chuck Mangione, Dr. Lonnie Smith, Urbie Green, Stanley Turrentine, Art Farmer, Jon Faddis und Eumir Deodato. In den 1980er Jahren war er Mitglied des von  David Matthews geleiteten Manhattan Jazz Orchestra. Im Bereich des Jazz war er zwischen 1967 und 2011 an 10 Aufnahmesessions beteiligt, u. a. auch mit Jim Hall, Lena Horne, Bob Stewart, John Scofield (Quiet, 1996) und Bob Magnuson, Marlena Shaw, Liza Minnelli und Rachel Z.